# محافظة كييف
محافظة كييف (بالروسية: Киевская губерния)‏ كانت تقسيمًا إداريًا للإمبراطورية الروسية من عام 1796 إلى عام 1919 وجمهورية أوكرانيا الاشتراكية السوفيتية من عام 1919 إلى عام 1925. لقد تشكلت كمحافظة في منطقة الضفة اليمنى لأوكرانيا بعد تقسيم النيابة الملكية على كييف إلى محافظتي كييف وروسيا الصغرى، مع كون المركز الإداري في كييف. بحلول بداية القرن العشرين، كانت المحافظة تتألف من 12 أويزد (وحدة سكنية) و12 مدينة و111 بلدة من النمط المدني و7344 مستوطنة أخرى. بعد ثورة أكتوبر أصبحت جزءً من التقسيم الإداري لجمهورية أوكرانيا الاشتراكية السوفيتية. في عام 1923 تم تقسيمها إلى عدة أوكروج وفي 6 يونيو 1925 تم إلغاؤها من قبل الإصلاحات الإدارية السوفيتية.

## التاريخ
تم إنشاء محافظة كييف على الضفة اليمنى لنهر دنيبر رسميًا بموجب مرسوم الإمبراطور بافل الأول في 30 نوفمبر 1796. ومع ذلك، لم يكن الأمر كذلك حتى عام 1800 عندما تم تعيين الحاكم الأول وكان الإقليم يحكمه نائب الملك في كييف فاسيلي كراسنو ميلاشيفيتش (في الفترة من 1796 إلى 1800).
تم دمج ثلاث سلطات نيابية حالية من الضفة اليسرى لأوكرانيا في محافظة روسيا الصغرى واحدة تتمركز في تشرنيغوف، في حين أن محافظة كييف كانت الآن مكونة من الضفة اليمنى لأوكرانيا. مع استمرار كييف كعاصمة، ضمت المحافظة أجزاء الضفة اليمنى من النيابة الملكية السابقة في كييف التي اندمجت مع أراضي كييف السابقة ومحافظة براكاو Voivodeship التي حصلت عليهما الإمبراطورية الروسية من تقسيمات الكومنولث البولندي الليتواني (أراضي مقاطعة التاج البولندي). دخل المرسوم حيز التنفيذ في 29 أغسطس 1797، وبذلك وصل العدد الإجمالي لوحدات أويزد إلى اثني عشر.
في 22 يناير 1832، شكلت محافظة كييف، إلى جانب محافظتي فولينيا وبودوليا محافظة كييف العامة، والمعروفة أيضًا باسم جنوب غرب كراي. في ذلك الوقت، تم تعيين فاسيلي ليفاشوف حاكمًا عسكريًا لكييف وكذلك الحاكم العام لبودوليا وفولينيا. في عام 1845، بلغ عدد سكان المحافظة 1،704،661 نسمة.
في مطلع القرن العشرين، ضمت المحافظة اثني عشر أويزد تسميتهم من قبل مراكزهم: بيردوشيف، وتشيركاسي، وشيهيرين، وكانيف، وكييف، وليبوفيتس، ورادوميشل، وسكفيرا، وترششا، وأومان، وفاسيلكيف وزفينيهورودكا.
بحلول تعداد عام 1897 في روسيا، كان هناك 3559229 شخصًا في الغوبرنيه مما يجعلها الأكثر اكتظاظًا بالسكان في الإمبراطورية الروسية بأكملها. كان معظم السكان من الريف. كان هناك 459،253 شخصًا يعيشون في المدن، بما في ذلك حوالي 248،000 في كييف. وفقًا للغة الأم، صَنف التعداد المستجيبين على النحو التالي: 2،819،145 من الروس الصغار (مصطلح الحكومة الروسية للأوكرانيين) يمثلون 79.2% من السكان، و430489 يهوديًا يمثلون 12.1% من السكان، و209،427 روسيًا عظيمًا (مصطلح الحكومة الروسية للروس) يمثلون 5.9% من السكان، و68791 بولنديًا يمثلون 1.9% من السكان. وبالدين، كان 2،983،736 من المستجيبين في التعداد من المسيحيين الأرثوذكس، و433،728 من اليهود و106،733 من الكنيسة الرومانية الكاثوليكية.
يقدر عدد السكان في عام 1906 بـ42،06100 نسمة.
ظلت محافظة كييف وحدة مكونة للمحافظة العامة الأكبر حيث كانت كييف عاصمة لكليهما في القرن العشرين. في عام 1915، تم حل المحافظة العامة في حين بقيت ولاية غوبرنيه.

## القطاع الإدراي
تتكون محافظة كييف من 12 وحدة (مراكزهم الإدارية بين قوسين):
- أويزد بيردوشيفسكي (بيردوشيف)
- أويزد فاسيلكوفسكي (فاسيلكيف / فاسيلكوف)
- أويزد زفينيهورودسكي (زفينيهورودكا / زفينهورودكا)
- أويزد كانفسكي (كانيف)
- أويزد كيفسكي (كييف)
- أويزد ليبوفيتسكي (ليبوفيتس)
- أويزد رادوميسلسكي (رادوميشل)
- أويزد سكفيرسكي (سكفيرا)
- أويزد تاراشانسكي (ترششا)
- أويزد أومانسكي (أومان)
- أويزد تشيركاسكي (تشيركاسي)
- أويزد تشيجيرينسكي (شيغيرين)

## المدن الرئيسية
تعداد الإمبراطورية الروسية لعام 1897
- كييف - 247،723 (الروس 134278 ‐ الأوكران 55064 - اليهود 29937 - البولنديين 1679 - الألمان 4354 - البيلاروسية 2797)
- بيرديشيف - 53351 (اليهود 41125 - الروس 4612 - الأوكران 4395)
- أومان - 31،016 (اليهود 17709 - الأوكران 9509 - الروس 2704)
- تشيركاسي - 29600 (الأوكران 12900 - اليهود 10916 - الروس 4911)
- سكفيرا - 17958 (اليهود 8905 - الأوكران 7681 - الروس 956)
- زفينيجورودكا - 16923 (الأوكران 8337 - اليهودي 6368 - الروس 1513)
- فاسيلكوف - 13132 (الأوكران 7188 - اليهود 5140 - الروس 820)
- تاراشا - 11259 (الأوكران 5601 - اليهود 4906 - الروس 575)
- رادوميشل - 10906 (اليهود 7468 - الأوكران 2463 - الروس 778)

مدن أصغر
- شيهيرين - 9872 (الأوكران 6578 - اليهود 2921 - الروس 343)
- كانيف - 8855 (الأوكران 5770 - اليهود 2710 - الروس 303)
- ليبوفيتس - 8658 (اليهود 417 - الأوكران 3948 - الروسي 397)

## بعد عام 1917
في أوقات ما بعد الثورة الروسية في الأعوام من 1917 حتى 1921، تم تبديل أراضي محافظة كييف عدة مرات. بعد آخر حاكم إمبراطوري، أليكسي إغناتيف حتى 6 مارس 1917، تم تعيين القادة المحليين من قبل السلطات المتنافسة. في بعض الأحيان، طالبت كل من محافظة ستاروستا (المعينة من قبل مجلس رادا المركزي) ومفوض المحافظة (في بعض الأحيان بشكل سري) بالمحافظة، في حين أن بعض الأنظمة الحاكمة قصيرة العمر للإقليم لم تنشئ أي تقسيم إداري معين.
عندما أفسحت الفوضى الطريق للاستقرار في أوائل العشرينات من القرن الماضي، أعادت السلطة الأوكرانية السوفيتية تأسيس المحافظة التي كان منصبها القيادي بعنوان رئيس اللجنة الثورية للمحافظة (ريفكوم) أو اللجنة التنفيذية (إسبولكوم).
في سياق الإصلاح الإداري السوفيتي من الأعوام 1923 حتى 1929، تحولت محافظة كييف التابعة لجمهورية أوكرانيا الاشتراكية السوفيتية إلى ستة أوكروهاسات في عام 1923، ومنذ عام 1932، أصبحت كييف أوبلاست في الإقليم.

### قائمة الأوكروهاسات
- بيرديشيف أوكروها
- بيلا تسيركفا أوكروها
- كييف أوكروها
- مالين أوكروها (1923 حتى 1924)
- أومان أوكروها
- تشيركاسي أوكروها
- شيفتشينكو أوكروها (1923 حتى 1925، في البداية كانت كورسون)

## حكام كييف

### الإمبراطورية الروسية
- 1839-1852 إيفان فوندوكلي
- 1852-1855 أندريه كريفتسوف (بالنيابة)
- 1855-1864 بافل جيس
- 1864-1866 نيكولاي كازناكوف
- 1866-1868 نيكولاي إيلر
- 1868-1871 ميخائيل كاتاكازي
- 1881-1885 سيرجي جوديم ليفكوفيتش
- 1885-1898 ليف تومارا
- 1898-1903 فيودور تريبوف
- 1903-1905 بافل سافيتش
- 1905-1905 ألكسندر فاتاتسي
- 1905-1906 بافل سافيتش
- 1906-1906 أليكسي فيريتنيكوف
- 1906-1907 بافل كورلوف (بالنيابة)
- 1907-1909 بافل إغناتيف
- 1909-1912 أليكسي جيرس
- 1912-1915 نيكولاي سوكوفكين
- 1915-1917 أليكسي إغناتيف

### الجمهورية الروسية
باعتبارهم مفوضين حاكمين
- 1917-1917 ميخائيل سوكوفكين
- 1917-1918 أولكسندر ساليكوفسكي

### الدولة الأوكرانية
باعتبارهم حكام حكماء
- 1918-1918 شارتوريزسكي

### جنوب روسيا
- 1919-1919 أندريه تشيرنيافسكي

### الحكام السوفييت
- 1919-1919 ياكوف ياكوفليف
- 1919-1920 أبرام جلينسكي
- 1920-1920 إيفان كليمنكو
- 1920-1920 باناس ليوبتشينكو
- 1920-1920 يان غامارنيك
- 1920-1921 ألكسندر أودينتسوف
- 1921-1921 نيكولاي جولوبينكو
- 1921-1923 لافرينتي كارتفيليشفيلي
- 1923-1923 فلاديمير لوجينوف
- 1923-1924 جوزاس فاريكيس
- 1924-1924 لافرينتي كارتفيليشفيلي
- 1924-1925 بافل بوستيشيف

## خرائط

محافظة كييف اعتبارًا من عام 1896.محافظة كييف اعتبارًا من عام 1896.
محافظة كييف اعتبارًا من حوالي العام  1900محافظة كييف اعتبارًا من حوالي العام  1900

## الحواشي والمراجع
1. ↑  Article from the Legal Encyclopedia. Volume 3, main editor Yuri Shemshuchenko, 2001 (ردمك 966-7492-03-6) (in Ukrainian) نسخة محفوظة 2016-11-18 على موقع واي باك مشين.
2. ↑  Article from the Great Russian Encyclopedia. Volume 13, main editor Yury Osipov, 2009 (ردمك 978-5-85270-344-6) (in Russian) نسخة محفوظة 2021-08-01 على موقع واي باك مشين.
3. ↑  Despite the loss of Kiev almost three centuries earlier, Poland still designated an administrative unit centered in Zhitomir as the فويفودية كييف
4. 1 2 3  Иван Фундуклей. "Статистическое описание Киевской Губернии", Часть I. Санкт-Петербург, 1852. (Ivan Fundukley. Statistical Description of Kyiv Governorate. St. Petersburg, 1852)
5. ↑  "Киевское, Подольское и волынское генерал-губернаторство (Юго-Западный край) 22.01.1832–1915". مؤرشف من الأصل في 2007-03-11. اطلع عليه بتاريخ 2008-04-25.
6. 1 2 3  Киевская губерния and Киевская губерния (дополнение к статье) in قاموس بروكهاوس وإيفرون الموسوعي "نسخة مؤرشفة". مؤرشف من الأصل في 2021-05-16. اطلع عليه بتاريخ 2022-04-07.{{استشهاد ويب}}:  صيانة الاستشهاد: BOT: original URL status unknown (link)
7. ↑  The First General Census of the Russian Empire of 1897. Breakdown of population by mother tongue and districts* in 50 Governorates of the European Russia Demoscope Weekly, Institute of Demography at the National Research University "Higher School of Economics." The Russian census grouped "Little Russians" (Ukrainians), "Great Russians" (Russians) and Belarusians together for an all-"Russian" total of 3,034,961 نسخة محفوظة 2021-04-18 على موقع واي باك مشين.
8. ↑  The 1897 Russian Census classified the population by the responses to the questions on religion and mother tongue. See, e.g. Маргарита Григорянц, "Первый демографический автопортрет России", Мир России, 1997, Т. VI, № 4, С. 45–48 نسخة محفوظة 2011-07-21 على موقع واي باك مشين.
9. ↑  Chisholm, Hugh, ed. (1911). "Kiev" . Encyclopædia Britannica (بالإنجليزية) (11th ed.). Cambridge University Press.
10. ↑  Breakdown of population by mother tongue and districts in 50 Governorates of the European Russia at Demoscope Weekly, project by National Research University – Higher School of Economics نسخة محفوظة 2022-02-22 على موقع واي باك مشين.
11. 1 2 3  "Киевская область". مؤرشف من الأصل في 2008-01-06. اطلع عليه بتاريخ 2008-04-25.

## روابط خارجية
- Shcherbina, V. Kiev voivodes, governors, and general governors from 1654 to 1775 (Кіевскіе воеводы, губернаторы и генералъ-губернаторы отъ 1654 по 1775 г.). "Chtenia v istoricheskom obshchestve Nestora Letopistsa". Kiev 1892.